# Битва при Ліпарських островах
Битва при Ліпарських островах (260 до Р. Х.) — морська битва між римським і карфагенським флотами під час першої Пунічної війни.
Після початку першої Пунічної війни римляни почали створювати свій військовий флот, який міг би протистояти карфагенському флоту. Командувач флотом Гней Корнелій Сципіон Азіна з 17 кораблями попрямував до Ліпарських островів, сподіваючись захопити місто Ліпари. Битва була трохи більше, ніж сутичкою, але примітна тим, що стала першим морським зіткненням під час Пунічних воєн і першим випадком, коли римські військові кораблі брали участь у битві. Після битви Сципіона було викуплено, і відтоді він став відомим як Асіна (латиною — «самка віслюка»). Римляни перемогли у двох наступних, більш масштабних морських битвах, і встановили жорсткий морський паритет.

## Передумови
Після сухопутних успіхів на Сицилії, таких як битва при Агрідженто, і переслідування карфагенських кораблів вздовж італійського узбережжя, римляни вирішили побудувати і оснастити флот зі 100 квінкерем і 20 трірем. Консул 260 року до н. е. Кней Корнелій Сципіон отримав командування першими 17 побудованими кораблями і прибув до Мессіни, щоб підготуватися до прибуття решти флоту і переправи через протоку, що відокремлює її від Сицилії.

## Битва
Коли Сципіон перебував у Мессінській протоці, йому повідомили, що гарнізон міста Ліпарі готовий перейти на бік римлян. Ліпарі був головним портом Ліпарських островів і становив постійну загрозу для римських комунікацій у протоці. Хоча його екіпажі були ще недосвідченими, а щойно спроектовані та побудовані кораблі все ще проходили ходові випробування, консул не зміг встояти перед спокусою завоювати велике місто без бою і відплив до Ліпарі. Деякі античні джерела припускають, що пропозиція здати Ліпари була вивертом, інспірованим Карфагеном, щоб спонукати римлян відвести свої кораблі туди, де вони могли потрапити в засідку, але джерела не дають багато подробиць.
Римляни увійшли до порту Ліпарі. Карфагенський флот перебував під командуванням Ганнібала Гіскона, генерала, який командував гарнізоном в Агрідженто, і базувався в Панормусі (сучасний Палермо) приблизно за сто кілометрів від Ліпарі. Почувши про наступ римлян на Ліпарі, він відправив до міста двадцять кораблів під командуванням Бодеса, карфагенського аристократа. Карфагеняни прибули вночі і захопили римлян у пастку в гавані. Бодес організував, щоб його кораблі атакували ворожу ескадру наступного ранку. Люди Сципіона майже не чинили опору: досвідчені карфагенські моряки мали явну перевагу над римлянами-новачками, яких вони швидко розгромили. Деякі римляни запанікували і втекли вглиб країни, а сам консул потрапив у полон разом з багатьма іншими старшими римськими офіцерами. У деяких пізніших свідченнях говориться, що карфагеняни підступно захопили Сципіона під час переговорів, але це, ймовірно, римська вигадка. Всі римські кораблі були захоплені, більшість з них отримали незначні пошкодження.

## Результат
Пізніше Сципіона відпустили, ймовірно, за викуп. Його легка поразка принесла йому принизливе прізвисько Asina, що латиною означає «віслюк». Це прізвисько було тим більш образливим, що «асіна» була жіночою формою слова «осел», на відміну від чоловічої форми «асінус». Незважаючи на це, кар'єра Сципіона процвітала, і він став консулом вдруге у 254 році до Р. Х. Війна триватиме ще дев'ятнадцять років, перш ніж завершиться поразкою Карфагену і укладенням миру. Після цього Рим став провідною військовою силою в західному Середземномор'ї і, дедалі більше, в Середземноморському регіоні в цілому. Під час війни римляни побудували понад тисячу галер, і цей досвід будівництва, укомплектування, навчання, постачання та обслуговування такої кількості кораблів заклав основу для морського домінування Риму на шістсот років.